# Ganso-africano

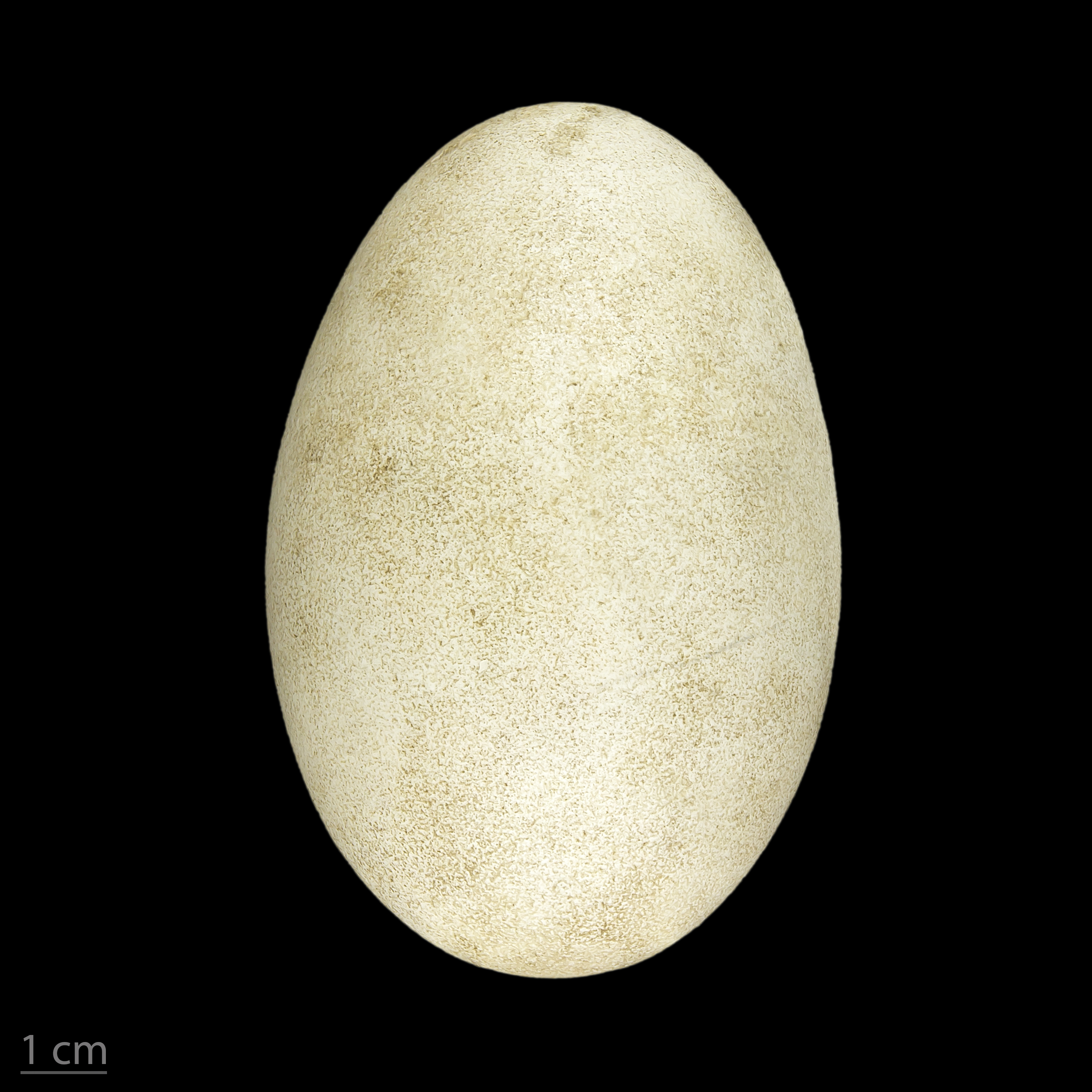
Anser cygnoides - MHNT

O ganso-africano, ganso-cisne ou ganso-chinês  (Anser cygnoid, sin. Anser cygnoides) é um anatídeo em perigo de extinção no estado selvagem, em virtude do alto grau de domesticação e de difusão em muitos países.
O ganso-africano ocorre na Eurásia e em África. É uma ave migratória, cuja área de nidificação natural abrange a Mongólia, a zona Norte da China e zona sul da Federação Russa. Esta espécie vive ao longo de charcos, lagos e rios próximos a prados e pradarias. Vivem cerca de dezoito anos, atingindo a maturidade sexual ainda no primeiro ano. Os casais que se formam duram a vida toda. Os ninhos são construídos no solo, fazendo posturas de até 8 ovos por ninhada. Alimentam-se de gramíneas, folhagens, sementes, frutos e pequenos insetos. São presas frequentes de raposas, felinos e aves de rapina.
Os gansos-africanos são apreciados e admirados no mundo todo, seja pela culinária (em França, dão também origem ao foie gras) como pela inúmera gama de atributos e simbologias que lhes são conferidos.

## Simbologia
Na China, o ganso-africano, ao contrário do ganso-doméstico que significa fidelidade conjugal, era o sinal de que a mulher deveria abrir mão do seu pudor sexual diante do seu homem, revelando também uma conotação de sexualidade e fertilidade.
No Egito Antigo, os gansos-africanos eram vistos como mensageiros entre o céu e a terra, bem como símbolo da chegada da primavera, a ponto de se fazerem rituais de libertação de quatro gansos, um a cada ponto cardeal, para celebrar a ascensão de um novo faraó.
A constante vigilância dos gansos também lhes deu o cargo de sentinelas; usados desde a Roma antiga, quando eram criados em redor dos templos sagrados, como hoje em dia se faz, em locais estratégicos, com avançadíssimos sistemas de segurança como a NASA no Estados Unidos.
Na Rússia, o ganso é a forma metafórica da mulher desejada e em muitas culturas ocidentais é símbolo de carinho e de amor maternal, a exemplo dos Contos da Mamãe Gansa.